# Orthonyx temminckii
Orthonyx temminckii е вид птица от семейство Orthonychidae.

## Разпространение
Видът е разпространен в Австралия.